# Le Châtelard (Francia)
Le Châtelard è un comune francese di 683 abitanti situato nel dipartimento della Savoia della regione dell'Alvernia-Rodano-Alpi.
Il comune si trova nel cuore della regione delle Prealpi dei Bauges. Per questo motivo, anche per distinguersi da altri comuni chiamati Châtelard, viene chiamato anche Le Châtelard en Bauges o Châtelard-en-Bauges.

## Società

### Evoluzione demografica
Abitanti censiti